# Caha
La Caha (in gaelico irlandese: An Ceachach) è una catena di basse montagne costituite in linea di massa da pietra arenaria, situate nella penisola di Beara, collocata nella parte sudoccidentale della contea dell'Irlanda di Cork, che a sua volta fa parte della più vasta regione dell'isola irlandese, il Munster. Il picco più alto è l'Hungry Hill, che vanta 685 m d'altitudine.